# Јахја ибн Ибрахим
Јахја ибн Ибрахим (арап. يحيى بن إبراهيم; умро око 1048) био је један од поглавица племена Ламтуна и први алморавидски емир. Захваљујући његовом деловању ова група северноафричких племена обликовала се у нацију.

## Биографија
Група племена којима је Јахја ибн Ибрахим управљао већински су била муслиманска, али су била раштркана по пространствима западне Сахаре, без главног града или џамије око које би се окупљала, па је њихово практиковање ислама све више постајало бесмислено. Године 1035. Јахја је отишао на хаџилук у Меку. Тамо је открио колико је била чудна западноафричка верзија ислама.
После година које је провео проучавајући веру Арапа у домовини ислама, Јахја је око 1040. године пошао кући. Зауставио се у једној џамији у Тунису, где су га верски учитељи убедили да учини нешто по преобраћању својих сапламеника. Доделили су му мисионара, имама Абдулаха ибн Јасина, поборника маликизма који је већ раније безуспешно покушао да верски поучи племе Ламтуна. Овог пута, уз Јахјину помоћ, имао је више успеха. Ибн Јасин је проповедао борбеност и аскетизам. Захтевала се забрана алкохола, посвећеност молитви, посту и изучавању Курана и ширење ових пракси силом, ако би то било неопходно. Абдулах је рекао:
Бог те је учинио бољим и водио својом исправном стазом. Упозорите свој народ. Учините да се боје Божје казне. [...] Ако се покају, врате истини и одбаце своје грехе, пустите их. Али ако одбију, наставе да греше и буду упорни у својим лошим делима, онда ћемо тражити од Бога да нам помогне против њих, и сручити Свети рат на њих.
Верски вођа је и донео план за стварање царства, саветујући Јахју како да своје племе доведе у стадијум нације. Успоставио је дисциплину и казне за сваки прекршај закона, које би биле доследно примењиване и над вођама. Уведено је и покајничко бичевање као процес очишћења. Ибн Јасиново верско учење ширило се и ван Јахјиних територија, доводећи их под његову власт. На тај начин створена је основа државе Алморавида.
Јахја је успоставио добру војну организацију. Главнина војске му је била састављена од пешадије наоружане дугим копљима у првим редовима и краћим копљима позади. Пешадија се кретала у формацији фаланге, док ју је на крилима подржавала коњица и јахачи камила.
Јахја ибн Ибрахим је умро око 1048. године. Наследио га је синовац Јахја ибн Омар ал-Ламтуни, са којим је почело ширење државе Алморавида војним путем.